# أينارس باجاتسكيس
أينارس باجاتسكيس (باللاتفية: Ainars Bagatskis) مواليد 29 مارس 1967 في ريغا، الجمهورية اللاتفية السوفيتية الاشتراكية، الاتحاد السوفيتي، هو مدرب كرة سلة لاتفي ولاعب سابق. بدأ مسيرته الاحترافية في سنة 1985. يبلغ طوله 6 قدم 6 بوصة (2.0 م). اعتزل اللعب في 2006.

## المسيرة الاحترافية
لعب مع في إي إف ريغا من سنة 1985 إلى 1987، ثم لعب مع إيه إس كي ريغا من سنة 1987 إلى 1991، ثم لعب مع جاي دي أيه ديجون في الدوري الفرنسي في موسم 2000–2001.

## إحصائيات المسيرة

### الدوري الأوروبي
| السنة   | الفريق              | لعب | بدأ | دقيقة | ميداني% | ثلاثية | حرة  | ارتداد | صنع | استلاب | تصدي | نقطة | أداء |
| ------- | ------------------- | --- | --- | ----- | ------- | ------ | ---- | ------ | --- | ------ | ---- | ---- | ---- |
| 2003–04 | زالغيريس لكرة السلة | 12  | 9   | 24.0  | .386    | .404   | .900 | 2.6    | .8  | .6     | .0   | 9.5  | 7.0  |
| 2004–05 | زالغيريس لكرة السلة | 17  | 0   | 12.5  | .424    | .426   | .882 | .9     | .4  | .4     | .0   | 5.5  | 3.7  |
| المسيرة |                     | 29  | 9   | 17.5  | .406    | .414   | .894 | 1.6    | .6  | .4     | .0   | 7.2  | 5.1  |

## روابط خارجية
- أينارس باجاتسكيس على موقع الاتحاد الدولي لكرة السلة (الإنجليزية)
- أينارس باجاتسكيس على موقع الدوري الأوروبي لكرة السلة (الإنجليزية)
- أينارس باجاتسكيس على موقع كرة السلة الأوروبية.كوم (الإنجليزية)
- أينارس باجاتسكيس على موقع ريلجم (الإنجليزية)
- أينارس باجاتسكيس على موقع بروبوليرز (الإنجليزية)
- أينارس باجاتسكيس على موقع سبورتس رفرنس (الإنجليزية)